# Anaco
Anaco är en ort och kommun i norra Venezuela, och är belägen i delstaten Anzoátegui. Anaco är en industristad med kopplingar till naturgas- och petroleumindustrin. Befolkningen uppgick till cirka 115 000 invånare vid folkräkningen 2011.

## Administrativ indelning
Kommunen är indelad i tre socknar (parroquias):
- Anaco
- Buena Vista
- San Joaquín